# Société mathématique du Luxembourg
La Société mathématique du Luxembourg (SML) est une société savante de mathématiciens fondée en janvier 1989, sur l'initiative du professeur Jean-Paul Pier.

## Activités
Sa mission est la promotion des mathématiques pures et appliquées. Le champ d'action de la SML comprend :
- l'organisation de conférences, d'ateliers, de séminaires, de tables rondes, etc.
- l'édition de livres, de journaux scientifiques, de bulletins d'information, etc.
- la représentation des mathématiques et les professions mathématiques au Luxembourg, à l'intérieur et à l'extérieur du grand-duché du Luxembourg.

La SML est membre de la Société mathématique européenne (EMS). Elle a conclu des accords de réciprocité avec l'American Mathematical Society et de la Société royale mathématique espagnole.